# Aleksandr Kunakovič
La Aleksandr Kunakovič (in russo Александр Кунахович?), Progetto 1141.1 Sokol secondo la classificazione russa, è un aliscafo antisomergibile costruito in Unione Sovietica alla fine degli anni settanta. Si è trattato dell'unico esemplare costruito di quella che in Occidente è nota come classe Babochka. La classificazione russa è MPK.

## Tecnica
Questo mezzo è un aliscafo sperimentale capace di velocità estremamente elevate. La velocità massima raggiungibile varia a seconda delle condizioni.
- Foilborne: con lo scafo fuori dall'acqua. La propulsione è assicurata da tre turbine a gas M-10 NK-12M, con una potenza complessiva di 52.000 shp. La velocità massima è di 52 nodi.
- Hullborne: con lo scafo in acqua. In questo caso la propulsione è assicurata da due motori diesel M-401, dalla potenza complessiva di 1.600 shp. La velocità massima è di 8 nodi.

## Utilizzo
La costruzione dell'Aleksandr Kunakovič venne intrapresa presso il cantiere navale di Yuzhanaya Tochka Zavod, a Feodosiya (Ucraina). L'unità entrò in servizio nel 1977 nella Flotta del Mar Nero, e fu utilizzata per scopi sperimentali. Questo aliscafo costituì la base per la successiva classe Mukha, che ne ereditò lo scafo ed il sistema propulsivo (che presentava alcune modifiche: in particolare, le Mukha montavano solo due NK-12M).
Non è chiaro lo status attuale dell'Aleksandr Kunakovič, anche se nell'ottobre 2001 risultava nominalmente in servizio.